# DDR-Fußballmeisterschaft der Schüler 1987
Die DDR-Fußballmeisterschaft der Schüler 1987 war die 27. Auflage dieses Wettbewerbes, der vom DFV durchgeführt wurde. Der Wettbewerb begann am 31. Mai 1987 mit der Vorrunde und endete am 5. Juli 1987 mit dem siebten Titelgewinn vom 1. FC Magdeburg, der im Finale gegen den FC Carl Zeiss Jena gewann.

## Teilnehmende Mannschaften
An der DDR-Fußballmeisterschaft der Schüler für die Altersklasse (AK) 13/14 nahmen die Bezirksmeister bzw. dessen Vertreter der 15 Bezirke auf dem Gebiet der DDR und der Zweitplatzierte der Ost-Berliner Bezirksmeisterschaft teil. Spielberechtigt waren Spieler bis zum 14. Lebensjahr (Stichtag: 1. Juni 1972).
Für die Meisterschaft qualifizierten sich folgende fünfzehn Bezirksmeister bzw. dessen Vertreter und der Zweite aus Ost-Berlin:
| - Bezirk Rostock F.C. Hansa Rostock - Bezirk Schwerin SG Dynamo Schwerin - Bezirk Neubrandenburg BSG Post Neubrandenburg - Bezirk Potsdam BSG Stahl Brandenburg - Ost-Berlin 1. FC Union Berlin Berliner FC Dynamo | - Bezirk Frankfurt (Oder) FC Vorwärts Frankfurt/O. - Bezirk Magdeburg 1. FC Magdeburg - Bezirk Halle Hallescher FC Chemie - Bezirk Leipzig 1. FC Lokomotive Leipzig - Bezirk Cottbus BSG Energie Cottbus | - Bezirk Dresden SG Dynamo Dresden - Bezirk Karl-Marx-Stadt FC Karl-Marx-Stadt - Bezirk Erfurt FC Rot-Weiß Erfurt (TV) - Bezirk Gera FC Carl Zeiss Jena - Bezirk Suhl BSG Stahl Bad Salzungen (TV) – Titelverteidiger |

## Modus
In der Vorrunde wurden die Spiele in vier Staffeln zu je vier Mannschaften mit Hin- und Rückspiel nach dem Modus „Jeder gegen Jeden“ ausgetragen. Die vier Staffelsieger ermittelten ab dem Halbfinale auf neutralem Platz den DDR-Meister.

## Vorrunde

### Staffel A
Spiele
| Datum                      |                          |   |                          | Hinspiel | Rückspiel |
| -------------------------- | ------------------------ | - | ------------------------ | -------- | --------- |
| So 31. Mai ./ Mi .17. Juni | 1. FC Union Berlin       | – | BSG Energie Cottbus      | 3:1      | 3:2       |
| So 31. Mai ./ Mi .17. Juni | FC Vorwärts Frankfurt/O. | – | BSG Post Neubrandenburg  | 1:1      | 3:1       |
| Sa 06. Juni / So 21. Juni  | 1. FC Union Berlin       | – | FC Vorwärts Frankfurt/O. | 3:1      | 4:0       |
| Sa 06. Juni / So 21. Juni  | BSG Energie Cottbus      | – | BSG Post Neubrandenburg  | 7:3      | 3:0       |
| So 14. Juni / So 28. Juni  | 1. FC Union Berlin       | – | BSG Post Neubrandenburg  | 3:0      | 1:1       |
| So 14. Juni / So 28. Juni  | FC Vorwärts Frankfurt/O. | − | BSG Energie Cottbus      | 3:2      | 5:3       |

Abschlusstabelle
| Pl. | Mannschaft               | Sp. | S | U | N | Tore    | Diff. | Punkte |
| --- | ------------------------ | --- | - | - | - | ------- | ----- | ------ |
| 1.  | 1. FC Union Berlin       | 6   | 5 | 1 | 0 | 017:500 | +12   | 11:10  |
| 2.  | FC Vorwärts Frankfurt/O. | 6   | 3 | 1 | 2 | 013:140 | −1    | 07:50  |
| 3.  | BSG Energie Cottbus      | 6   | 2 | 0 | 4 | 018:170 | +1    | 04:80  |
| 4.  | BSG Post Neubrandenburg  | 6   | 0 | 2 | 4 | 006:180 | −12   | 02:10  |

### Staffel B
Spiele
| Datum                      |                       |   |                       | Hinspiel | Rückspiel |
| -------------------------- | --------------------- | - | --------------------- | -------- | --------- |
| So 31. Mai ./ Mi .17. Juni | SG Dynamo Dresden     | – | FC Karl-Marx-Stadt    | 3:3      | 1:1       |
| So 31. Mai ./ Mi .17. Juni | FC Carl Zeiss Jena    | – | BSG Stahl Brandenburg | 4:0      | 2:0       |
| Sa 06. Juni / So 21. Juni  | SG Dynamo Dresden     | – | FC Carl Zeiss Jena    | 3:0      | 0:6       |
| Sa 06. Juni / So 21. Juni  | FC Karl-Marx-Stadt    | – | BSG Stahl Brandenburg | 1:0      | 4:1       |
| So 14. Juni / So 28. Juni  | BSG Stahl Brandenburg | – | SG Dynamo Dresden     | 1:2      | :         |
| So 14. Juni / So 28. Juni  | FC Carl Zeiss Jena    | − | FC Karl-Marx-Stadt    | 2:1      | 3:2       |

Abschlusstabelle
| Pl. | Mannschaft            | Sp. | S | U | N | Tore    | Diff. | Punkte |
| --- | --------------------- | --- | - | - | - | ------- | ----- | ------ |
| 1.  | FC Carl Zeiss Jena    | 6   | 5 | 0 | 1 | 017:600 | +11   | 10:20  |
| 2.  | SG Dynamo Dresden     | 5   | 2 | 2 | 1 | 009:110 | −2    | 06:40  |
| 3.  | FC Karl-Marx-Stadt    | 6   | 2 | 2 | 2 | 012:100 | +2    | 06:60  |
| 4.  | BSG Stahl Brandenburg | 5   | 0 | 0 | 5 | 002:130 | −11   | 0:10   |

### Staffel C
Spiele
| Datum                      |                    |   |                    | Hinspiel | Rückspiel |
| -------------------------- | ------------------ | - | ------------------ | -------- | --------- |
| So 31. Mai ./ Mi .17. Juni | 1. FC Magdeburg    | – | F.C. Hansa Rostock | 3:0      | 3:1       |
| So 31. Mai ./ Mi .17. Juni | Berliner FC Dynamo | – | SG Dynamo Schwerin | 2:0      | 3:0       |
| Sa 06. Juni / So 21. Juni  | 1. FC Magdeburg    | – | Berliner FC Dynamo | 2:2      | 4:1       |
| Sa 06. Juni / So 21. Juni  | F.C. Hansa Rostock | – | SG Dynamo Schwerin | 6:0      | 2:0       |
| So 14. Juni / So 28. Juni  | SG Dynamo Schwerin | – | 1. FC Magdeburg    | 0:6      | 01:11     |
| So 14. Juni / So 28. Juni  | Berliner FC Dynamo | − | F.C. Hansa Rostock | 1:1      | 4:2       |

Abschlusstabelle
| Pl. | Mannschaft         | Sp. | S | U | N | Tore    | Diff. | Punkte |
| --- | ------------------ | --- | - | - | - | ------- | ----- | ------ |
| 1.  | 1. FC Magdeburg    | 6   | 5 | 1 | 0 | 029:500 | +24   | 11:10  |
| 2.  | Berliner FC Dynamo | 6   | 3 | 2 | 1 | 013:900 | +4    | 08:40  |
| 3.  | F.C. Hansa Rostock | 6   | 2 | 1 | 3 | 012:110 | +1    | 05:70  |
| 4.  | SG Dynamo Schwerin | 6   | 0 | 0 | 6 | 001:300 | −29   | 0:12   |

### Staffel D
Spiele
| Datum                      |                          |   |                          | Hinspiel | Rückspiel |
| -------------------------- | ------------------------ | - | ------------------------ | -------- | --------- |
| So 31. Mai ./ Mi .17. Juni | FC Rot-Weiß Erfurt       | – | 1. FC Lokomotive Leipzig | 2:0      | 1:2       |
| So 31. Mai ./ Mi .17. Juni | Hallescher FC Chemie     | – | BSG Stahl Bad Salzungen  | 14:00    | 9:0       |
| Sa 06. Juni / So 21. Juni  | FC Rot-Weiß Erfurt       | – | Hallescher FC Chemie     | 3:0      | 1:0       |
| Sa 06. Juni / So 21. Juni  | 1. FC Lokomotive Leipzig | – | BSG Stahl Bad Salzungen  | 11:00    | 9:0       |
| So 14. Juni / So 28. Juni  | FC Rot-Weiß Erfurt       | – | BSG Stahl Bad Salzungen  | 15:00    | 14:10     |
| So 14. Juni / So 28. Juni  | Hallescher FC Chemie     | − | 1. FC Lokomotive Leipzig | 0:5      | 1:2       |

Abschlusstabelle
| Pl. | Mannschaft               | Sp. | S | U | N | Tore    | Diff. | Punkte |
| --- | ------------------------ | --- | - | - | - | ------- | ----- | ------ |
| 1.  | FC Rot-Weiß Erfurt       | 6   | 5 | 0 | 1 | 036:300 | +33   | 10:20  |
| 2.  | 1. FC Lokomotive Leipzig | 6   | 5 | 0 | 1 | 029:400 | +25   | 10:20  |
| 3.  | Hallescher FC Chemie     | 6   | 2 | 0 | 4 | 024:110 | +13   | 04:80  |
| 4.  | BSG Stahl Bad Salzungen  | 6   | 0 | 0 | 6 | 001:720 | −71   | 0:12   |

## Halbfinale
Die beiden Halbfinalpartien wurden in Tambach-Dietharz (Bezirk Erfurt) in der Werner-Seelenbinder-Sportstätte vor 400 Zuschauern ausgetragen.
| Datum       |                    | Ergebnis |                    |
| ----------- | ------------------ | -------- | ------------------ |
| Sa 04. Juli | 1. FC Union Berlin | 1:3      | FC Carl Zeiss Jena |
| Sa 04. Juli | 1. FC Magdeburg    | 4:3      | FC Rot-Weiß Erfurt |

## Spiel um Platz 3
| Datum       |                    | Ergebnis |                    | Spielort |
| ----------- | ------------------ | -------- | ------------------ | -------- |
| So 05. Juli | 1. FC Union Berlin | 4:1      | FC Rot-Weiß Erfurt | Gotha    |

## Finale
| Paarung            | FC Carl Zeiss Jena – 1. FC Magdeburg |
| Ergebnis           | 0:1 (0:1) |
| Datum              | Sonntag, 5. Juli 1987 |
| Stadion            | Theodor-Neubauer-Stadion, Gotha |
| Zuschauer          | 500 |
| Schiedsrichter     | Günter Supp (Meiningen) |
| Tore               | 0:1 Lestin (34.) |
| FC Carl Zeiss Jena | Erik Dreßler – Tobias Wilke, Lars Kampf, Jörg Freibott, Marko Lässig – Jan Klüger, Michael Molata (61. Marco Wehrmann), René Seib, Ronald Maul – Sandro Senkel, Uwe Leimbach Cheftrainer: Frank Intek / Charalambos Dimopulos |
| 1. FC Magdeburg    | Kirst – Jens Hartmayer, Roland Schröder, Urnes, Franz – Wenke, Ronny Kaukorat, Ralf Pilarski – Guido Holland, Niels Mackel, Birger Lestin Cheftrainer: Kurt Holke / Rolf Retschlag                                            |